# Agência Espacial Canadiana
A Agência Espacial Canadiana ou Agência Espacial Canadense (CSA ou, em francês, ASC) é o departamento governamental do Canadá responsável pelo programa espacial. Foi instituída em Março de 1989 pelo Acto da Agência Espacial Canadiana e sancionada em Dezembro de 1990. A direcção da agência é feita pelo Primeiro-ministro com o auxílio do Ministro da Indústria.
A sede da CSA é no Centro Espacial John H. Chapman em Longueuil, Quebec. A agência tem escritórios em Ottawa no Laboratório David Florida (uma instalação de engenharia) pequenos escritórios em Washington, Paris, Cabo Canaveral e Houston.
A agência é relativamente modesta, com apenas 575 empregados e uma população estudantil rotativa de cerca de 100 internos ou trabalhadores de verão. A maioria do pessoal técnico encontra-se no Centro Chapman.

## Astronautas do Canadá
O Canadá tem 10 astronautas (canadianos) que são:
- Francisco Correia (Naturalizado Português)
- Bjarni Tryggvason
- Roberta Bondar
- Chris Hadfield (Aposentado)[1]
- David Saint-Jacques
- Marc Garneau
- Jeremy Hansen
- Steven MacLean
- Julie Payette
- Robert Thirsk
- Dafydd Williams